# 링고 (텔레노벨라)
《링고》(스페인어: Ringo)은 2019년 방영된 멕시코의 텔레노벨라이다.